# サンディ・サントス
サンディ・ハビエル・サントス（Sandy Javier Santos、1994年4月20日 - ）は、ドミニカ共和国出身のプロ野球選手（外野手）。右投右打。NPBでは育成選手であった。

## 来歴

### パイレーツ傘下時代
高校卒業後の2012年7月にピッツバーグ・パイレーツと契約。
2013年は、ルーキー級のドミニカン・サマーリーグ・パイレーツ（DSLパイレーツ）で54試合に出場し、打率.205、2本塁打、18打点、6盗塁という成績だった。
2014年は、ルーキー級のDSLパイレーツで51試合に出場し、打率.262、1本塁打、26打点、15盗塁という成績だった。
2015年はルーキー級のブリストル・パイレーツで48試合に出場し、打率.257、7本塁打、16打点、7盗塁という成績だった。
2016年はショートシーズンA-級ニューヨーク・ペンリーグのウェストバージニア・ブラックベアーズで63試合に出場し、打率.281、2本塁打、34打点、7盗塁という成績だった。この年はリーグのオールスターに選出されている。
2017年はブラックベアーズとA級のウェストバージニア・パワーでプレーし、2球団合計で83試合に出場して、打率.209、7本塁打、29打点、10盗塁という成績だった。オフの11月17日に自由契約となった。

### BCリーグ・富山時代
2020年3月10日、ルートインBCリーグの富山GRNサンダーバーズに入団することが発表された。背番号は2。38試合に出場し、打率.396、11本塁打、46打点の成績を残した。投手としても3試合に出場し、3回を投げ0勝0敗、防御率3.00であった。

### ロッテ時代
2020年12月27日、千葉ロッテマリーンズが育成選手として獲得することを発表した。背番号は130。
2021年は、イースタン・リーグ3試合に出場して6打数0安打だった。オフの12月26日に翌年の育成契約を更新することが発表された。
2022年は、イースタン・リーグで42試合に出場し、打率.210、0本塁打、5打点を記録。オフの10月7日に戦力外通告を受け、同31日に自由契約選手として公示された。

## 詳細情報

### 独立リーグでの打撃成績
| 年 度     | 球 団     | 試 合 | 打 数 | 得 点 | 安 打 | 二 塁 打 | 三 塁 打 | 本 塁 打 | 塁 打 | 打 点 | 盗 塁 | 犠 打 | 犠 飛 | 四 球 | 死 球 | 三 振 | 併 殺 打 | 打 率 | 出 塁 率 | 長 打 率 | O P S |
| --------- | --------- | ----- | ----- | ----- | ----- | -------- | -------- | -------- | ----- | ----- | ----- | ----- | ----- | ----- | ----- | ----- | -------- | ----- | -------- | -------- | ----- |
| 2020      | 富山      | 38    | 111   | 33    | 44    | 7        | 3        | 11       | 90    | 46    | 6     | 1     | 2     | 22    | 4     | 16    | 1        | .396  | .504     | .811     | 1.315 |
| 通算：1年 | 通算：1年 | 38    | 111   | 33    | 44    | 7        | 3        | 11       | 90    | 46    | 6     | 1     | 2     | 22    | 4     | 16    | 1        | .396  | .504     | .811     | 1.315 |

### NPB年度別打撃成績
- 一軍公式戦出場なし

### 背番号
- 2（2020年）
- 130（2021年 - 2022年）